# ماركوس بيمنتل
ماركوس بيمنتل (بالبرتغالية: Marcos Pimentel‏) (26 أغسطس 1983 بكودو في البرازيل - ) هو لاعب كرة قدم برازيلي في مركز الظهير. لعب مع أتلتيكو باراناينسي وجمعية بورتوغيزا الرياضية ونادي سيارا ونادي فيتوريا ونادي غريميو بارويري وGuarani Esporte Clube (CE) ‏ وكومرسيال ‏ ونادي سانتا كروز.

## وصلات خارجية
- ماركوس بيمنتل على موقع قاعدة بيانات كرة القدم.إي يو (الإنجليزية)